# Superman
Superman, il cui vero nome è Kal-El nella sua identità originaria kryptoniana, Clark Joseph Kent in quella terrestre, è un personaggio dei fumetti statunitensi pubblicati da DC Comics. È stato creato da Jerry Siegel (testi) e Joe Shuster (disegni) nel 1933: viene considerato il primo supereroe in senso storico e ha fatto il suo debutto nel fumetto Action Comics n. 1 (data di copertina giugno 1938; pubblicazione 18 aprile 1938). Superman è stato trasposto in diversi media oltre al fumetto, tra cui serial radiofonici, romanzi, film, programmi televisivi, recite teatrali e videogiochi.
Nato sull'immaginario pianeta di Krypton poco prima che questo venga distrutto da un cataclisma, i genitori inviano Kal sulla Terra a bordo di una piccola navicella spaziale. L'astronave atterra in una campagna degli Stati Uniti, vicino alla città immaginaria di Smallville, dove il bimbo viene trovato e adottato dagli agricoltori Jonathan e Martha Kent, che gli danno il nome Clark. Nel corso del tempo, Clark dimostra una serie di capacità sovrumane, tra cui il possesso di un'incredible forza e di una pelle impenetrabile. I suoi genitori adottivi gli consigliano di usare le sue capacità a beneficio dell'umanità ed egli decide quindi di combattere il crimine. Per proteggere la sua vita personale, quando combatte il crimine indossa un costume colorato e usa lo pseudonimo di "Superman". Clark risiede nell'immaginaria città di Metropolis, dove lavora come giornalista per il Daily Planet. Tra i personaggi di supporto vi sono il suo interesse sentimentale Lois Lane, il fotografo del Daily Planet Jimmy Olsen e il caporedattore Perry White, mentre tra i nemici più importanti vi sono Brainiac, Darkseid, il Generale Zod e il suo arcinemico Lex Luthor.
Superman è l'archetipo del supereroe: indossa un costume stravagante, usa uno pseudonimo e grazie all'aiuto di abilità straordinarie fronteggia il male. Sebbene ci siano stati in precedenza altri personaggi che si adattano alla definizione di supereroe, Superman è stato quello che ha reso il genere popolare, stabilendo le sue tradizionali convenzioni. L'interesse per il personaggio negli anni è rimasto alto tanto che il n. 75 della serie a fumetti nel quale era stato annunciato che il personaggio sarebbe morto, pubblicato nel novembre 1992, ha venduto sei milioni di copie. Il personaggio ha avuto numerose trasposizioni televisive e cinematografiche di successo. Nella classifica dei cento maggiori eroi della storia dei fumetti del sito web IGN è stato inserito alla prima posizione, seguito da Batman, altro supereroe di casa DC.

## Genesi del personaggio
Jerry Siegel era un giovane studente della Glenville High School, dove dirigeva una delle prime fanzine di fantascienza e dove nel 1930 conosce Joe Shuster, con il quale stringe amicizia. Attirati entrambi dalle potenzialità del nascente fumetto i due rielaborano il concetto del mondo alieno con quello dell'Oltreuomo, fino agli anni cinquanta incarnato dal pugile Primo Carnera ovvero di una persona che, per poteri e carisma, si erge sulla folla ma non vi si sottrae per sentirsi più uomo che super, sola e unica in un intero pianeta, dando così origine, nel 1933, a Superman, il primo fra tutti i supereroi. Inizialmente il personaggio si limita a compiere enormi balzi, sollevare con disinvoltura un'automobile e correre come un treno grazie alla minore forza di gravità terrestre rispetto al pianeta d'origine, Krypton; inoltre non è neanche invulnerabile ma ha solo la pelle molto resistente. Successivamente, anche per reggere la concorrenza dei supereroi nati sulla sua scia, gli vennero assegnati dei superpoteri quasi illimitati. Il personaggio ha una doppia identità che cela la sua origine extraterrestre e, quando non è impegnato in qualche missione, veste i panni di un comune giornalista chiamato Clark Kent. Questo gli permette di avere una vita normale e di interagire coi colleghi del quotidiano Daily Planet come Lois Lane, Perry White e Jimmy Olsen.
Entrambi ebrei, Shuster e Siegel diedero a Superman il nome Kal-El, che in lingua ebraica significa "Voce di Dio" Dopo una vana ricerca di un editore, nel 1938 la National, futura DC Comics, acquisisce i diritti d'autore del personaggio facendolo esordire nel primo numero della testata Action Comics. Nel 2008 i diritti sono tornati in parte agli eredi di Siegel dopo una lunghissima vertenza giudiziaria.

## Storia editoriale
Il personaggio esordisce sul primo numero della rivista Action Comics il 18 aprile 1938 (uscito ufficialmente come numero di giugno) e dal giugno 1939 le storie a fumetti vennero pubblicate anche nella nuova testata Superman, dedicata esclusivamente al personaggio, edita fino all'ottobre 2011 per 714 numeri; la serie ebbe un'interruzione nel dicembre 1986 quando venne sostituita dalla collana Adventures of Superman, che ne proseguì la numerazione da gennaio 1987 (n. 424) ad aprile 2006 (n. 649) per un totale di 228 numeri mensili. La nuova serie era nata all'interno del programma di rilancio editoriale voluto dalla DC Comics in concomitanza con il crossover Crisi sulle Terre infinite. Nel maggio 2006, in corrispondenza del n. 650, tornò a chiamarsi Superman e, dopo la chiusura anche di questa nel 2011, esordì una seconda testata omonima che ripartì dal primo numero dopo 72 anni dagli esordi. Al personaggio venne dedicata un'altra serie mensile nel 1991, Superman: The Man of Steel, edita fino al 2003 per 136 numeri e, a seguito dell'introduzione di questa nuova serie accanto ai titoli già esistenti, ogni settimana veniva pubblicata una nuova storia del personaggio.
Gli autori Siegel e Shuster se ne occuparono fino al 1948, quando vennero sostituiti da altri autori come Otto Binder, Leo Dorfman, Ed Herron, Edmond Hamilton e altri, mentre i principali disegnatori furono Wayne Boring, Al Plastino e Curt Swan. Durante gli anni cinquanta e i decenni successivi le vendite calarono costantemente fino a quando negli anni ottanta si ebbe un'inversione di tendenza. Il n. 75 (novembre 1992) di Superman arrivò a vendere oltre sei milioni di copie, divenendo il fumetto più venduto di tutti i tempi, grazie all'attenzione suscitata dalla notizia della morte del personaggio.
Il personaggio è comparso in un vasto numero di altre serie e miniserie oltre che come comprimario in serie dedicate ad altri personaggi come Justice League e World's Finest Comics e negli spin-off come Supergirl, Superman's Pal Jimmy Olsen, Superman's Girl Friend, Lois Lane, The Brave and the Bold.
Oltre che nei comic book, dal gennaio 1939, il personaggio divenne protagonista di una serie a strisce giornaliere pubblicate su varie riviste dal McClure Syndicate; la versione a tavole domenicali a colori esordì a novembre dello stesso anno e avevano una continuity narrativa separata da quella delle strisce giornaliere probabilmente perché Siegel aveva incaricato dei ghostwriters di realizzarle. Nel 1941 la versione a strisce giornaliere venivano lette da circa 20 milioni di persone. Dopo Shuster la realizzazione delle strisce passò a Wayne Boring. Dal 1949 al 1956, le strisce vennero disegnate da Win Mortimer. La serie venne pubblicata fino al 1966 in storie scritte da Siegel, Al Schwartz, Whit Ellsworth e Otto Binder e disegnate da Shuster, Boring, Jack Burnley, Win Mortimer e Curt Swan fino a quando non venne interrotta nel maggio 1966; riprese temporaneamente dal 1977 al 1983 in concomitanza con la serie di lungometraggi della Warner Bros.

### Edizione in lingua italiana

Superman n. 1, edizioni RW-Lion (copertina variant di George Pérez, maggio 2012)

Superman esordisce in Italia sugli Albi dell'Audacia (il n. 19 del 2 luglio 1939) come Ciclone, l'Uomo d'acciaio, per poi diventare Ciclone, L'Uomo Fenomeno su L'Audace (1940). In questo periodo, per aggirare la censura del governo fascista che vietava la pubblicazione di autori statunitensi, le storie vennero attribuite a Vincenzo e Zenobio Baggioli, invece che ai veri autori Siegel e Shuster. Nel dopoguerra, dal 1946 al 1948, le storie di Superman tratte dai comic book vengono pubblicate dalla Casa Editrice Milano, poi Edizioni Mondiali, in una serie di albi della Collezione Uomo Mascherato, divenuta dal n. 67 Collezione Uomo D'Acciaio. Il personaggio è infatti presente in 27 albi, ed in appendice, con storie a puntate, negli ultimi numeri. Inoltre la stessa casa editrice pubblica dal 1947 al 1948 il giornale antologico Urrà. I diritti del personaggio passano alla Mondadori, che lo propone a partire dal 1954 sugli Albi del Falco, una collana antologica edita per 651 numeri fino al 1970, nella quale il personaggio è quasi sempre presente con il nome di Nembo Kid e privato della lettera "S" sul torace fino al 1966 e del nome originale fino al 1970 Dal 1962 vengono pubblicate anche storie realizzate da autori italiani come Gian Giacomo Dalmasso, Pier Carpi e disegnate da Leo Cimpellin, Marco Rota e altri. Dal 1966 la testata diviene Superman Nembo Kid e, dal 1967, diverrà Superman, una testata dedicata esclusivamente al personaggio fino al 1970. La numerazione degli albi non riparte però ad ogni nuova serie, ma prosegue ininterrottamente per tutti i sedici anni della gestione Mondadori. Nei numeri successivi su questa testata apparvero anche tutti gli altri eroi DC: Batman e Robin, Flash, Lanterna Verde, Supergirl, ecc. Tale serie, dopo vari cambiamenti nelle dimensioni e nel nome della testata, terminerà nel marzo 1970 con il n. 651.
Negli anni settanta il personaggio viene pubblicato anche da altri editori e compare su testate omonime e su altre antologiche come Gli Albi della Williams e Linus. Dal 1976 al 1984 l'editore Cenisio pubblica le storie del personaggio e dopo un decennio nel quale la Rizzoli ha stampato in maniera irregolare inserti allegati alla rivista Corto Maltese, dal 1993 le pubblicazioni di storie del personaggio riprendono edite dalla Play Press, che realizza anche una testata omonima pubblicata fino al 1999 per 125 numeri (119 albi di cui 6 doppi) e una collana di recuperi di storie meno recenti rimaste inedite, come la miniserie Man of Steel di John Byrne che segnò il rilancio del personaggio dopo Crisi sulle Terre infinite (Superman Classic, chiusa col numero 43 dopo 40 albi di cui 3 doppi). Con la chiusura di queste testate, le storie del personaggio vennero pubblicate in volumi distribuiti solo in fumetteria che raccolgono archi narrativi e sulla rivista DC Universe fino al 2006. Dal luglio 2005 venne pubblicata la rivista Superman Magazine, durata solo 8 numeri. Con l'abbandono della Play Press dei diritti editoriali sulla DC nel giugno dello stesso anno, dall'agosto 2006 la Planeta DeAgostini, divisione editoriale spagnola della De Agostini, ha varato la testata settimanale Le avventure di Superman, che ristampa le storie del supereroe a partire da Man of Steel. La collana si è chiusa, come programmato dall'editore fin all'inizio, con il n. 40 nell'agosto 2007, dopo alcuni ritardi nella pubblicazione. Sempre Planeta nel giugno 2007 ha lanciato la collana mensile Superman, che presentava le storie inedite. Da gennaio 2012 i diritti per la traduzione in italiano di tutte le pubblicazioni DC sono passati all'editore RW Edizioni-Lion, che ha inizialmente proseguito la collana Superman con la numerazione della Planeta, ripartendo poi dal n. 1 a maggio dello stesso anno, in coincidenza del lancio italiano del crossover Flashpoint.
Dal 2020 in Italia i fumetti sono pubblicati dalla Panini Comics.

## Biografia del personaggio

Il simbolo di Superman

(Superman in Action Comics n. 775 (2001) "What's So Funny about Truth, Justice & the American Way?")
Come tutti i personaggi all'interno dell'universo DC, anche Superman ha una biografia da dividere in due parti, una precedente e una successiva alla Crisi sulle Terre infinite (Crisis on Infinite Earths), il crossover realizzato all'inizio degli anni ottanta per mettere ordine ai molti mondi paralleli che gli autori avevano creato dagli anni trenta in poi. Esistono, quindi, due continuity con personaggi e storie differenti. Molti personaggi e storie pre-Crisis sono stati successivamente recuperati e costantemente aggiornati nelle origini e nei rapporti con gli altri personaggi.

### Biografia pre-Crisis

I genitori biologici si Kal-El, Jor-El e Lara Lor-Van sulla copertina di Superman Origini Segrete (2025), disegni di Gary Frank

Il pianeta Krypton sta per esplodere e l'unico ad accorgersene è Jor-El, che inutilmente prova a convincere il governo del pianeta ad evacuarlo in tempo. Per salvare almeno il figlio, Kal-El, lo lancia, con una capsula spaziale, verso la Terra, ritenuto un pianeta ideale. La capsula parte poco prima dell'esplosione del pianeta e atterra negli Stati Uniti, nei pressi della fattoria di Jonathan e Martha Kent, due agricoltori del Kansas che trovandolo decidono di adottarlo, chiamandolo Clark e crescendolo nella cittadina di Smallville; ben presto i due scopriranno che il bambino è dotato di superpoteri. Clark, crescendo, sviluppa una coscienza sociale molto forte, decidendo di mettere i suoi poteri al servizio della giustizia: indossa allora il manto di Superboy e così facendo ispirerà alcuni giovani del XX secolo a formare il gruppo della Legione dei Super-Eroi. Divenuto maggiorenne, dopo la morte dei genitori decide di andare a Metropolis dove trova lavoro come giornalista presso il Daily Star e poi al Daily Planet dove conosce il fotografo Jimmy Olsen e Lois Lane, che poi diventerà sua moglie e che molto spesso salverà da situazioni pericolose.
Altri comprimari sono Lana Lang e Pete Ross, amici d'infanzia di Clark, il direttore del giornale Perry White, Lori Lemaris, regina di Atlantide e moglie di Aquaman nell'attuale continuity, e che avrà una fugace storia d'amore con Clark al tempo del college.
Gli avversari che affronta più frequentemente sono scienziati pazzi, imprenditori disonesti e politici corrotti: Lex Luthor è un folle scienziato che vorrebbe dominare il mondo ma viene sempre sconfitto da Superman e che crea Bizzarro, una copia imperfetta di Superman; Mister Mxyzptlk, un folletto proveniente dalla quinta dimensione deciso a fare dispetti agli abitanti di Metropolis e a Superman, che per rimandarlo indietro è costretto a fargli dire il suo nome al contrario; il Giocattolaio, criminale che si serve di armi mortali a forma di giocattoli; Brainiac, un androide extraterrestre deciso a conquistare il mondo e uccidere Superman; Darkseid, uno dei Nuovi Dei.
Il periodo pre-Crisis finisce con la storia Che cosa è successo all'Uomo del Domani?, scritta da Alan Moore e disegnata da Curt Swan e George Pérez considerata da critica ed appassionati la storia migliore sull'Uomo d'Acciaio, racconta di come Superman affronta l'ultimo assalto dei suoi nemici, che lo costringe a uccidere Mxyzptlk e a decidersi a entrare spontaneamente in una stanza contenente della kryptonite d'oro, che gli toglierà per sempre i suoi superpoteri. Questa è una storia fuori continuity nella quale si immagina la fine del personaggio che sarebbe poi stato rimpiazzato dalla nuova versione di John Byrne.

### Biografia post-Crisis
Il periodo post-Crisis inizia nel 1986 con la miniserie Man of Steel di John Byrne, che riscrive coerentemente le origini del personaggio a seguito della Crisis: anche in questo caso il personaggio venne spedito sulla terra dai genitori poco prima della distruzione del pianeta Krypton. Clark cresce ma non diventerà mai Superboy, cioè la versione adolescente del supereroe, e solo una volta cresciuto scoprirà le sue origini extraterrestri. Anche i comprimari sono diversi: Lois Lane è una reporter arrivista e sicura di sé, Perry White, direttore del giornale, è un tipo deciso. Fra gli avversari, Luthor, è un uomo d'affari diventato un miliardario, ossessionato dalla figura di Superman e desideroso di ottenere il potere - cosa che otterrà, diventando Presidente degli Stati Uniti d'America - ma non è più il folle criminale delle origini. Entrambe queste versioni di Luthor saranno presenti in un'altra importante opera di Byrne, Generazioni, nella quale si sviluppa una storia alternativa di Superman, Batman e degli altri eroi. Altre importanti differenze con l'era classica sono la mancata morte dei Kent, i genitori adottivi di Superman, che lo crescono e lo accudiscono nella loro fattoria e che sono diventati protagonisti di molte storie.

### La morte di Superman

Un'edizione dell'arco narrativo La morte di Superman

Successivamente Superman partecipa a diversi crossover unendosi saltuariamente alla Justice League (come nel caso di Millennium). Fatti salienti sono la morte di Superman, ideata da Dan Jurgens, il suo matrimonio con Lois Lane e la successiva perdita e ritorno dei poteri. Quindi, riprendendo una vecchia storia pre-Crisis, gli autori lo hanno sdoppiato in due entità, una rossa e una blu, che spesso sono entrate in conflitto, per poi ritornare al Superman originario dopo l'arrivo dei Giganti del Millennio. Superman ha partecipato alla guerra contro Imperiex (raccontata in Our Worlds at War), un essere proveniente dalle origini dell'universo, una forza così devastante che nemmeno Doomsday è riuscito a fermare.

### Superman: Rinascita
In seguito le origini sono state rinarrate da Mark Waid e Leinil Frencis Yu nel ciclo di storie Superman: Rinascita, dove viene recuperato il Luthor folle del periodo pre-Crisis combinandolo con l'uomo d'affari della versione di Byrne: anche in questa nuova versione, Luthor crea una minaccia inesistente ma non per mettere alla prova il suo avversario bensì per screditarlo ottenendo però l'effetto opposto.

### FlashpointeThe New 52
The New 52 è un'iniziativa editoriale che, successivamente al crossover Flashpoint, rilancia nel 2011 tutte le serie dell'Universo DC realizzando 52 nuove testate mensili legate da una nuova continuity che annulla la precedente: si tratta di un reboot di tutte le serie dei supereroi dal 1935 in poi, interrompendo anche testate storiche come Detective Comics e Action Comics per farle ricominciare con un nuovo numero uno. Tutti i supereroi sono arrivati solo a partire dalla seconda metà degli anni duemila e molti di loro, come Batman e Superman, non sono ancora conosciuti o in parte temuti o considerati una leggenda. Nella nuova serie di Action Comics, vengono riscritte le origini del personaggio: Superman è odiato tanto che l'esercito, sotto il comando del generale Lane e spalleggiato dallo scienziato Lex Luthor, vuole catturarlo. Inizialmente vi riuscirà, ma dovrà poi lasciarlo andare per permettergli di respingere la minaccia di Brainiac; in questa circostanza, indossa per la prima volta il costume. Poi sarà tra i membri fondatori della Justice League, quando aiuterà altri eroi terrestri a combattere la minaccia di Darkseid. A differenza della sua versione originale, Kal-El inizia una relazione con Wonder Woman, e non con Lois Lane. Cinque anni dopo, Superman viene avvelenato da un frammento di kryptonite che, destabilizzato, finirà per uccidere il Dottor Light, dando inizio agli scontri tra la sua Justice League, quella del governo e quella di John Constantine. Si scoprirà che ad averlo avvelenato è stata Atomica, membro del Sindacato del Crimine, per permettere al suo gruppo di conquistare la Terra. Superman rimarrà a lungo in coma, prima di venire salvato da Lex Luthor una volta respinta la minaccia.
Avversari
Superman ha incontrato una varietà di nemici. La maggior parte di loro sono degli alieni potenti con l'obiettivo di dominare o distruggere la Terra e allo stesso tempo eliminare il loro nemico. Alcuni di loro puntano tanto sulla vita del supereroe.
L'arcinemico del personaggio è Lex Luthor, a differenza degli altri nemici, Lex non ha né poteri né origini aliene, bensì è un essere umano. A parte questo, Lex Luthor è un amministratore astuto e avido di potere e con la sua mente brillante e avanzata crea esperimenti potenti e tecnologici per affrontare il potente kryptoniano. La grande ossessione di Luthor è quella di eliminare l'uomo di domani perché lo considera una minaccia per la Terra; in realtà è solo invidioso della sua popolarità. L'altro avversario di grande rilievo è Brainiac, un androide alieno proveniente dal pianeta Colu con una gran capacità di creare armi estremamente avanzate da sopraffare avversari anche più forti di lui. In certi casi realizza piani distruttivi contro Superman stringendo un'alleanza con Lex Luthor. Altro avversario importante è il Generale Zod; uno spietato e micidiale krytponiano militare. Un tempo era direttore militare del Centro Spaziale di Krypton; ma dopo aver tentato di conquistare Krypton venne condannato alla Zona Fantasma. Appena il suo periodo di prigionia è scaduto, Zod farà di tutto per conquistare il pianeta Terra, ma non prima di aver eliminato il suo grande ostacolo della sua specie: Superman.
Lista degli avversari principali di Superman:
- Amazo
- Atomic Skull
- Bizzarro
- Bloodsport
- Brainiac
- Bruno Mannheim
- Cyborg Superman
- Darkseid
- Doomsday
- Equus
- Faora
- Generale Zod
- Imperiex
- Intergang
- Jax Ur
- Kalibak
- Lascina
- Lex Luthor
- Livewire
- Lobo
- Manchester Black
- Mercy Graves
- Metallo
- Mongul
- Morgan Edge
- Mr. Mxyzptlk
- Non
- Parassita
- Professore Hamilton
- Quex Ui
- Silver Banshee
- Titano la super scimmia
- Giocattolaio
- Ultra-Humanite
- Ultraman
- Ursa
- Volcana
- Zaora

## Personalità

Superman e il suo cane Krypto sulla copertina di Superman n. 22 (2025), disegni di Jim Lee

Nelle storie originali di Siegel e Shuster, la personalità di Superman era ruvida e aggressiva. Usava spesso forza e terrore eccessivi contro i criminali, in alcune occasioni anche uccidendoli. Questo finì alla fine del 1940, quando il nuovo editore Whitney Ellsworth istituì un codice di condotta da seguire per i suoi personaggi, vietando a Superman di uccidere. Il personaggio è stato ammorbidito e gli venne dato un senso di umanitarismo. Il codice di Ellsworth, tuttavia, non deve essere confuso con il "codice dei fumetti", che è stato creato nel 1954 dalla Comics Code Authority e alla fine abbandonato da tutti i principali editori di fumetti all'inizio del XXI secolo.
Nelle sue prime apparizioni, Superman era considerato un vigilante dalle autorità, era stato colpito dalla Guardia Nazionale mentre radeva al suolo uno slum in modo che il governo potesse creare migliori condizioni abitative per i poveri. Nel 1942, tuttavia, Superman lavorava fianco a fianco con la polizia. Oggi, Superman è comunemente visto come un eroe coraggioso e di buon cuore con un forte senso di giustizia, moralità e rettitudine. Aderisce a un codice morale incrollabile instillato in lui dai suoi genitori adottivi. Il suo impegno a operare nel rispetto della legge è stato un esempio per molti cittadini e altri eroi, ma ha suscitato risentimento e critiche tra gli altri, che lo chiamano il "grande boy-scout blu". Superman può essere piuttosto rigido in questo tratto, provocando tensioni nella comunità dei supereroi. Questo è stato particolarmente degno di nota con Wonder Woman, una delle sue più care amiche, dopo aver ucciso Maxwell Lord. Booster Gold ha avuto una reazione gelida iniziale con l'Uomo d'Acciaio, ma poi ha imparato a rispettarlo.
Avendo perso il suo mondo natale Krypton, Superman è molto protettivo nei confronti della Terra, e in particolare della famiglia e degli amici di Clark Kent. Questa stessa perdita, combinata con la pressione di usare i suoi poteri in modo responsabile, ha fatto sì che Superman si sentisse solo sulla Terra, nonostante avesse i suoi amici e genitori. I precedenti incontri con persone che pensava fossero kryptoniani, Power Girl (che in realtà proviene dal Krypton dell'universo di Terra-Due) e Mon-El, si sono rivelati una delusione. L'arrivo di Supergirl, che è stata confermata essere non solo di Krypton, ma anche sua cugina, ha in qualche modo alleviato questa solitudine. La Fortezza della solitudine di Superman, oltre che essere una base strategica, funge da luogo di conforto nei momenti di solitudine e tristezza.

## Poteri e abilità
L'organismo di Superman è in grado di assorbire le radiazioni emesse dalle stelle e di immagazzinarle subendo effetti diversi a seconda del tipo a cui è stato esposto: un sole rosso come Rao, la stella che illumina Krypton, lo rende privo di poteri, mentre una stella gialla come il Sole terrestre gli dona capacità incredibili che ne fanno uno degli esseri più potenti dell'universo DC.
Nelle prime storie, il costume di Superman è realizzato con materiali esotici resistenti quanto lui, motivo per cui in genere non si strappa quando compie le sue imprese. Nelle storie successive, a partire da Man of Steel n. 1 (1986), si dice che il corpo di Superman proietti un'aura che rende invulnerabile qualsiasi vestito attillato che indossa, e quindi il suo costume è resistente quanto lui anche se fatto di stoffa comune.
In Action Comics n. 1, Superman non poteva volare. Viaggiava correndo e saltando grazie alla sua velocità sovrumana, cosa che poteva fare a un livello prodigioso grazie alla sua forza. Superman ha acquisito la capacità di volare nel 1940. Da allora può volare a grande velocità, arrivando a rompere la barriera del suono e, in alcune storie, persino più veloce della luce per viaggiare verso galassie lontane, ma sempre non paragonabile alla velocità di Flash, in grado di correre talmente veloce da poter viaggiare attraverso lo spazio tempo.
La sua enorme forza fisica, tuttavia, parrebbe derivare più da una sorta di controllo sui campi energetici che dalla vera potenza muscolare, cosa che spiegherebbe come riesce a compiere azioni fisicamente improbabili come sostenere oggetti di dimensioni colossali senza che essi collassino su se stessi a causa della forza di gravità. È inoltre circondato da una potente aura bio-elettrica energicamente super-carica, che gli conferisce una resistenza sovrumana e un'immunità totale a qualunque tipo di tossina e malattia, ed è anche in grado di manipolare i gravitoni per volare a velocità superluminali. Ha un corpo altamente resistente e invulnerabile per la maggior parte degli scopi pratici. Per lo meno, i proiettili rimbalzano in modo innocuo sul suo corpo. In alcune storie, nemmeno una bomba nucleare può fargli del male. I suoi polmoni sono in grado di immagazzinare ed espellere quantità smisurate di aria con una potenza devastante, riuscendo ad abbassare la temperatura dell'aria in uscita al punto da poter congelare qualunque cosa venga colpita. Il "super-soffio" è stato dimostrato per la prima volta in Superman # 129 (1959). I suoi occhi possono invece emettere potenti raggi di calore puro di cui può variare a piacimento intensità e diametro. Può vedere con chiarezza attraverso la materia solida (tranne il piombo) e persino i campi elettromagnetici attraverso una specie di vista a raggi x. Ha usato questo potere per la prima volta in Action Comics n. 11 (1939). Superman può sentire suoni troppo deboli per essere uditi da un essere umano e a frequenze al di fuori della portata dell'udito umano. Il Super-udito è stato introdotto in Action Comics n. 11 (1939). Di recente ha inoltre scoperto di poter espellere in un colpo solo tutta l'energia solare presente nel suo corpo, generando una colossale esplosione dalla potenza apocalittica (in inglese tale facoltà è stata definita Super Flare): dato il suo costo in termini di energia, tuttavia, questa abilità non può essere usata due volte consecutivamente e per di più lascia Superman del tutto privo di poteri per circa un giorno.
Può compiere processi mentali nettamente oltre i limiti delle possibilità umane ed è un esperto nel combattimento corpo a corpo, nel Torquasm Vo (una disciplina kryptoniana grazie alla quale può, attraverso una profonda concentrazione, difendersi da attacchi psichici e persino indurre illusioni negli altri), nel Torquasm Rao (altra disciplina kryptoniana grazie alla quale può separarsi dal proprio corpo fisico per difendersi da attacchi psichici e combattere sul piano astrale), nell'intimidazione, nel comando, nell'investigazione e nel giornalismo. È inoltre in grado di elaborare informazioni e memorizzarle in modo estremamente veloce ed è un esperto in varie tecnologie aliene (può inventare e costruire con la tecnologia kryptoniana piuttosto facilmente).
Come tutti i kryptoniani, tuttavia, non può stare troppo a lungo lontano da una stella gialla senza che i suoi poteri si esauriscano ed è vulnerabile alla kryptonite e alla magia. L'esposizione alla radioattività della kryptonite annulla i poteri di Superman e gli causa dolore e nausea; l'esposizione prolungata può perfino ucciderlo. La kryptonite apparve per la prima volta nei fumetti in Superman n. 61 (dicembre 1949). Le armi incantate e gli incantesimi magici, invece, influenzano Superman con la stessa facilità con cui farebbero su di un normale essere umano. Questa debolezza è stata stabilita in Superman n. 171 (1964).

## Altre versioni

### Superman: Red Son
Nell'Elseworld Superman: Red Son il razzo che trasportava il piccolo Kal-El precipita in Ucraina anziché in Kansas, a causa di una piccola variazione della linea temporale originale (una manciata di ore); la rotazione della Terra ha infatti posto l'Ucraina nel percorso dell'astronave, invece del Kansas. Invece di lottare per «La verità, la giustizia, e l'American Way», Superman è descritto nelle trasmissioni radio sovietiche come «Il campione degli operai, che non smette mai di combattere la battaglia per Stalin, il socialismo e l'espansione internazionale del Patto di Varsavia». In questo racconto si mescolano versioni alternative dei supereroi DC con figure politiche reali come Iosif Stalin e John F. Kennedy. I poteri di Superman in Red Son sono illimitati come quelli che aveva durante la Golden Age, ovvero volo oltre la velocità della luce, una superforza senza limiti e una superintelligenza che gli permette, ad esempio, di imparare una lingua straniera in pochi minuti.

### Che cosa è successo all'Uomo del Domani?
Siamo nel futuro e nel decennale della morte di Superman, un giovane giornalista del Daily Planet va ad intervistare Lois Lane, una delle testimoni della fine del supereroe di Metropolis, che intanto si è sposata con un certo Jordan Elliot ed ha appena avuto un bambino. Scopriamo così che Superman, dopo un lungo periodo passato nello spazio, ritorna sulla Terra proprio quando tutti i suoi più acerrimi nemici lo attaccano. Prima Bizzarro, che distrugge la città e si suicida, poi il Burlone e il Giocattolaio, che scoprono l'identità segreta di Superman per rivelarla in televisione, dopo aver torturato e ucciso Pete Ross. Superman decide di prendere i suoi amici più cari e di portarli nella Fortezza della Solitudine al sicuro, mentre giungono anche Brainiac, che si è impossessato del corpo di Lex Luthor, in compagnia dell'uomo di kryptonite. A questi nemici si aggiungono anche quelli della Legione dei Supercriminali. Arrivano dal futuro anche Supergirl e la Legione dei Super-Eroi che sembrano volerlo salutare per l'ultima volta, davanti all'imminente ed inevitabile fine dell'Uomo d'Acciaio. Nello scontro finale perdono la vita il suo cane e migliore amico Krypto, Lana Lang, Jimmy Olsen, e alla fine il vero architetto della battaglia si rivela Mr. Mxyzptlk. Grazie ad uno stratagemma, Superman riesce ad uccidere il folletto, ma il fatto stesso di averlo ucciso lo mette in crisi perché non ritiene giusto arrogarsi un tale diritto. Decide così di autodistruggersi, entrando in una stanza contenente la kryptonite dorata, una sostanza mortale per l'Uomo d'Acciaio. Alla fine della battaglia, gli unici sopravvissuti sono Perry White, il direttore del Daily Planet, sua moglie Alice e Lois Lane. «Non era niente di speciale. Noi semplici lavoratori, figliolo [...] siamo noi i veri eroi» afferma Jordan Elliot, il marito di Lois Lane che in realtà è lo stesso Superman/Clark Kent sopravvissuto e che ha assunto nuova identità (e il figlio sembra averne ereditato i poteri).

### Superman: Stagioni
In questa miniserie in quattro parti, una per ogni stagione, troviamo narrata la storia dell'Uomo d'Acciaio, di quando viveva nella piccola città di Smallville, con la sua amica Lana Lang, i genitori, la sua famiglia adottiva, e soprattutto con la vita della cittadina, la sua routine, il suo lento e tranquillo scorrere. La storia ha per tema principale come Superman pur essendo venuto dallo spazio, non è un alieno, ma la reincarnazione dello spirito umano nei suoi aspetti più nobili e umili, e tutto questo grazie proprio a Smallville. Ad ogni stagione si lega la voce di un diverso narratore: il padre Jonathan, Lois, Lex Luthor e infine Lana Lang. Ognuno di questi personaggi racconta il cammino dell'eroe, immerso in un mondo senza tempo, destinato ad evolversi da confuso adolescente a cittadino e salvatore di una grande metropoli che è sintagma del mondo intero.

### Kingdom Come
In Kingdom Come Superman si è ritirato dalle scene in completa solitudine, in quanto la nuova generazione di eroi è divenuta spietata e immorale. Persuaso a ritornare in azione da Wonder Woman, Superman decide, in seguito al disastro avvenuto in Kansas, di fare ritorno a Metropolis, riformare la Justice League e mettere a freno la nuova generazione di "nuovi eroi".
La Justice League di Superman rinchiude i dissidenti in una sua prigione chiamata Gulag, fino a quando al peggiorare della condizione, il Segretario generale delle Nazioni Unite Wyrmwood autorizza l'utilizzo di tre testate nucleari impenetrabili da poteri metaumani. Anche se quest'azione distruggerà sia eroi che criminali, le Nazioni Unite capiscono che non c'è via di mezzo: se l'umanità deve sopravvivere, i metaumani devono essere annientati. Superman, rimane incolume all'esplosione e, infuriato per l'enorme perdita di vite superumane, vola al Palazzo delle Nazioni Unite e minaccia di abbatterlo sui delegati come punizione per aver ucciso tutti i suoi amici, senza sapere che ci sono dei sopravvissuti. Norman McCay è l'unico che riesce a parlargli, puntualizzando il fatto che ciò che sta facendo in quel preciso istante è il motivo per cui gli umani temono i superumani. Castigato e vergognato, Superman cessa immediatamente la sua furia, e dice ai rappresentanti delle Nazioni Unite che userà la sua saggezza per guidare, piuttosto che obbligare, l'umanità. Alla fine, Diana (Wonder Woman), Clark Kent e Bruce Wayne che si ritrovano, riallacciando le vecchie amicizie. Superman e Wonder Woman aspettano un figlio e chiedono a Batman di essere uno degli insegnanti del nascituro, in modo da poterlo formare anche con l'influenza di un essere umano privo di superpoteri.

### Crossover con la Marvel
- Nell'universo Amalgam Comics, Superman viene fuso al leggendario Capitan America, dando vita al Super Soldato, un eroe della seconda guerra mondiale (come Cap) dotato di incredibili superpoteri di origine aliena (come Superman); rimasto per decenni in animazione sospesa (come Cap) ha intrapreso la carriera di giornalista presso il più grande quotidiano di Metropolis (come Superman). Il suo acerrimo nemico è il Teschio Verde, un ricco magnate e scienziato nazista (come il Teschio Rosso) e che risponde al nome di Lex Luthor.
- Nella sua versione energizzata invece, viene fuso anche con Thor, creando Thor-El, dio kriptoniano del tuono.
- In Marvel contro DC, Superman affronta l'Incredibile Hulk; dopo aver fermato un eventuale scontro tra Doomsday e il golia verde che avrebbe recato non pochi problemi ai due mondi, vista la forza di entrambi, riesce a far cambiare la direzione a Doomsday sostituendolo.
- In Le battaglie del secolo n. 1, Superman vs l'Uomo Ragno (villain: Lex Luthor e Dr. Octopus): Lex Luthor e Dr Octopus, con un tranello, fanno scontrare l'Uomo Ragno con Superman. Per pareggiare la differenza di potere espongono l'arrampicamuri a radiazioni di sole rosso, uno dei punti deboli dell'uomo di acciaio. Nonostante ciò, Superman riesce ad avere la meglio e scoperto l'inganno i due eroi uniscono le loro forze per sventare la minaccia e salvare il mondo.
- In Le battaglie del secolo n. 2, Superman & l'Uomo Ragno (villain: Parassita e Dottor Destino / ospiti: Wonder Woman e Hulk): questa volta i due supereroi devono lavorare insieme per fermare i folli piani del Dr Destino, che vuole utilizzare il potere del Parassita per assorbire la forza dei tre esseri più potenti della Terra: Superman, Wonder Woman e Hulk. Nella storia si assiste al primo scontro diretto tra Superman e Hulk in cui, dopo un iniziale vantaggio del Golia Verde, lo scontro si sposta sempre più a favore dell'Uomo d'Acciaio fino a quando quest'ultimo comprende che la furia insensata dell'avversario è dovuta a un congegno microscopico e velocissimo che ne vola intorno alla testa, emettendo onde ad alta frequenza che lo fanno impazzire: distrutto il congegno grazie alla propria supervelocità, Superman riesce così a fermare Hulk che, riconoscente per l'aiuto, ascolta il Kryptoniano e si calma fino a tornare ad essere Bruce Banner.
- In Vendicatori/JLA, Superman è uno dei personaggi principali. Durante la battaglia con i Vendicatori, l'Uomo D'Acciaio affronta Thor, riuscendolo a sconfiggere, non senza difficoltà. Le diverse nature dei due universi rendono Superman e Capitan America estremamente nervosi: il Capitano vede gli eroi DC come dei narcisisti arroganti che si pavoneggiano della propria gloria, mentre l'Uomo D'Acciaio accusa gli eroi Marvel di trascurare il loro mondo, incapaci di ispirare la gente e di non lottare abbastanza. Quando la realtà comincia a cambiare intorno a loro, i due eroi sono i soli che si accorgono delle variazioni temporali, accusandosi a vicenda. Successivamente, lo stesso Superman propone Cap a capo delle due squadre, mentre quest'ultimo presta il suo leggendario scudo al kryptoniano durante lo scontro finale con Krona. Inoltre, all'apice della lotta, Thor presterà a sua volta il suo martello magico Mjolnir a Superman.
- In Le battaglie del secolo - Fantastic Four/Superman Superman si unisce ai Fantastici Quattro per combattere Cyborg Superman e Galactus, che inizialmente sembra essere il vero responsabile della distruzione di Krypton.
- In Le battaglie del secolo - Silver Surfer/Superman Superman viene portato improvvisamente in una ricostruzione fedele del pianeta Krypton, mentre Silver Surfer si aggira dentro un enorme super computer. Su Krypton, Superman scopre che il pianeta sta per andare in frantumi a causa del Super Skrull. In breve, i due eroi si alleano per prendere parte a un folle gioco organizzato dall'Uomo Impossibile e Mister Mxyzptlk.

## Altri media

### Animazione

#### Film
- Superman: Brainiac Attacks (2006), film direct-to-video, voce di Superman Tim Daly.
- Superman: Doomsday - Il giorno del giudizio (Superman: Doomsday, 2007), film direct-to-video, voce di Superman Adam Baldwin.
- Justice League: The New Frontier (2008), film direct-to-video, voce di Superman Kyle MacLachlan.
- Superman/Batman: Nemici pubblici (2009), film direct-to-video, voce di Superman Tim Daly.
- DC Super Friends (2010), film direct-to-video, voce di Superman David Kaye.
- Justice League: La crisi dei due mondi (2010), film direct-to-video, voce di Superman Mark Harmon.
- Superman/Batman: Apocalypse (2010), film direct-to-video, voce di Superman Tim Daly.
- Superman/Shazam!: The Return of Black Adam (2010), film direct-to-video, voce di Superman George Newbern.
- All Star Superman (2011), film direct-to-video, voce di Superman James Denton.
- Justice League: Doom (2012), film direct-to-video, voce di Superman Tim Daly.
- Superman vs. The Elite (2012), film direct-to-video, voce di Superman George Newbern.
- Batman: The Dark Knight Returns, Part 2 (2013), film direct-to-video, voce di Superman Mark Valley.
- Superman: Unbound (2013), film direct-to-video, voce di Superman Matt Bomer.
- LEGO Batman: Il film - I supereroi DC riuniti (2013), film direct-to-video, voce di Superman Travis Willingham.
- Justice League: The Flashpoint Paradox (2013), film direct-to-video, voce di Superman Sam Daly.
- The LEGO Movie (2014), voce di Superman Channing Tatum.
- JLA Adventures: Trapped in Time (2014), film direct-to-video, voce di Superman Peter Jessop.
- Justice League: War (2014), film direct-to-video, voce di Superman Alan Tudyk.
- Justice League: Il trono di Atlantide (2015), film direct-to-video, voce di Superman Jerry O'Connell.
- LEGO DC Comics Super Heroes - Justice League vs. Bizarro League (2015), film direct-to-video, voce di Superman Nolan North.
- Justice League: Gods and Monsters (2015), film direct-to-video, voce di Superman Benjamin Bratt.
- LEGO DC Comics Super Heroes: Justice League: Attack of the Legion of Doom (2015), film direct-to-video, voce di Superman Nolan North.
- LEGO DC Comics Super Heroes: Justice League: Cosmic Clash (2016), film direct-to-video, voce di Superman Nolan North.
- Justice League vs. Teen Titans (2016), film direct-to-video, voce di Superman Jerry O'Connell[52].
- Justice League Dark (2017), film direct-to-video, voce di Superman Jerry O'Connell[53][54].
- LEGO Batman - Il film (2017), voce di Superman Channing Tatum.
- DC Super Heroes vs. Eagle Talon (2017), voce di Superman Kenichi Suzumura.[55]
- Teen Titans Go! Il film (2018), voce di Superman Nicolas Cage.
- The LEGO Movie 2 - Una nuova avventura (2019), voce di Superman Channing Tatum.
- Justice League vs. the Fatal Five (2019), voce di Superman George Newbern.
- Superman: Red Son (2020), voce di Superman Jason Isaacs.
- Justice League Dark: Apokolips War (2020), voce di Superman Jerry O'Connell.
- Superman: Man of Tomorrow (2020), voce di Superman Darren Criss.
- Batman and Superman: Battle of the Super Sons, voce di Superman Travis Willingham.

#### Serie
- Superman (1941-1943): 17 episodi prodotta da Fleischer Studios e da Famous Studios, voce di Superman Bud Collyer[11].
- The New Adventures of Superman (1966-1968, 36 cortometraggi di 6 minuti, prodotta dalla Filmation/CBS)[11].
- The Superman/Aquaman Hour of Adventure (1967, 16 cortometraggi da 6 minuti, realizzati dalla Filmation).
- The Batman/Superman Hour (1968, 17 cortometraggi di 6 minuti e mezzo, realizzati dalla Filmation e trasmessi insieme a quelli, di analoga durata, di Batman).
- I Superamici (Super Friends, 1973-1986), realizzata dalla Hanna-Barbera, composta da molte stagioni successive con titoli differenti, voce di Superman Danny Dark.
- Superman (Ruby-Spears/CBS, 1988-1989)[11].
- Superman (Superman: The Animated Series, 1996), dopo la loro prima trasmissione vennero ritrasmessi insieme a quelli della serie del 1997 di Batman - Cavaliere della notte, formando il contenitore The New Batman/Superman Adventures, nel 1997[11]; legati a questa serie sono anche i due lungometraggi Superman - L'ultimo figlio di Krypton (Superman: The Last Son of Krypton) 1996, e I migliori del mondo (The Batman/Superman Movie, noto anche come World's Finest) nel 1998.
- Justice League (2001, prodotta da Warner Bros., 52 episodi in due stagioni più tre speciali).
- Justice League Unlimited (2004, seguito della precedente, 39 episodi in tre stagioni).
- Justice League Action (2016).
- My Adventures with Superman (2023)

### Cinema

#### Lungometraggi
- Superman and the Mole Men, per la regia di Lee Sholem (1951),[11] produzione indipendente con George Reeves nel ruolo del protagonista.

#### Serie di film 1978–1987

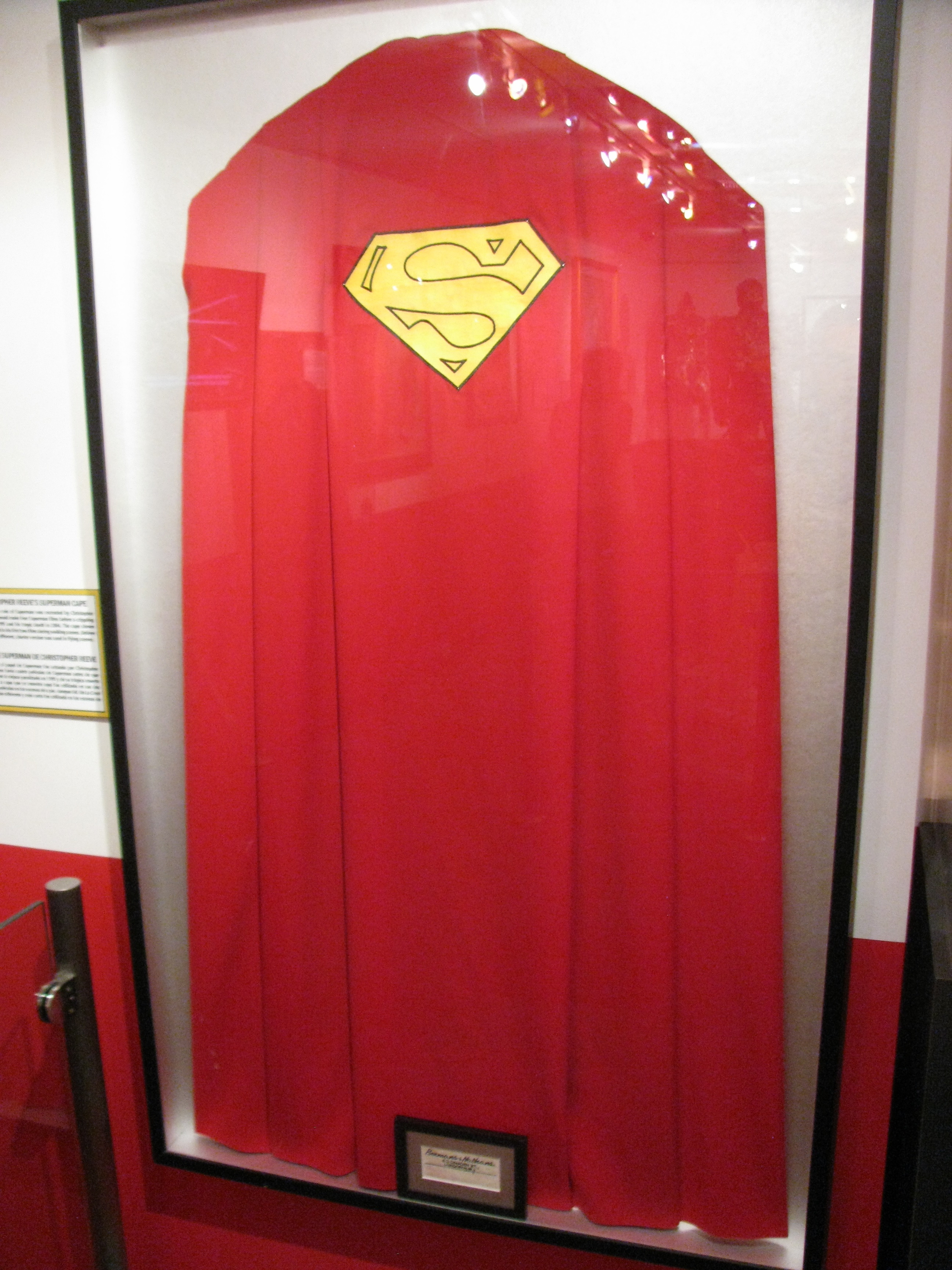
Il mantello di Superman indossato da Christopher Reeve, esposto al museo Ripley's Believe It or Not! di Hollywood Boulevard

Nella prima serie di film della Warner Bros. Superman viene interpretato nei principali film da Christopher Reeve per poi essere sostituito in Superman Returns da Brandon Routh.
- Superman (1978), diretto da Richard Donner
- Superman II (1980), diretto da Richard Lester
- Superman III (1983), diretto da Richard Lester
- Superman IV (1987), diretto da Sidney J. Furie
- Superman Returns (2006), diretto da Bryan Singer

#### DC Extended Universe

Superman interpretato da Henry Cavill ne L'uomo d'acciaio (2013)

Nel DC Extended Universe (DCEU), Superman è interpretato da Henry Cavill; e appare in:
- L'uomo d'acciaio (2013), diretto da Zack Snyder
- Batman v Superman: Dawn of Justice (2016), diretto da Zack Snyder
- Justice League (2017), diretto da Zack Snyder e Joss Whedon
- Shazam! (2019), diretto da David F. Sandberg - cameo non accreditato interpretato da Ryan Hadley
- Zack Snyder's Justice League (2021), diretto da Zack Snyder
- Black Adam (2022), diretto da Jaume Collet-Serra
- Peacemaker (2022), serie televisiva 1x08 - cameo interpretato da Brad Abramenko
- The Flash (2023), diretto da Andy Muschietti

#### DC Universe
Nel DC Universe (DCU), Superman è interpretato da David Corenswet; e appare in:
- Creature Commandos (2024), serie televisiva - cameo
- Superman (2025), diretto da James Gunn

#### Serial
- Due serial cinematografici, prodotti nel 1948 e nel 1950, in cui il personaggio è interpretato da Kirk Alyn.[11]

#### Cortometraggi
- Stamp Day for Superman, per la regia di Thomas Carr (1954).

### Teatro
- It’s a Bird… It’s a Plane… It’s Superman! (1966): musical rappresentato a Broadway.[4][11]

### Televisione
- Adventures of Superman (1952-1958): telefilm in 104 episodi, con George Reeves nel ruolo del protagonista e Phyllis Coates nel ruolo di Lois Lane.[11]
- Superboy (4 stagioni, 100 episodi, 1988-1992).
- Lois & Clark - Le nuove avventure di Superman (Lois & Clark: The New Adventures of Superman): 4 stagioni di 22 episodi ciascuna, (1993-1997), con protagonisti Dean Cain e Teri Hatcher.[11]
- Smallville (2001-2011), incentrata sul giovane Clark Kent interpretato da Tom Welling.
- Arrowverse, in cui appare in alcuni episodi di Supergirl, nel crossover Elsewords, interpretato da Tyler Hoechlin, mentre nel crossover del 2019 Crisi sulle terre infinite, anche Brandon Routh interpreterà l'Uomo d'Acciaio, dopo il film del 2006[56].
- Superman & Lois (2021-2024), spin-off di Supergirl, incentrato sulla vita di coppia di Clark e Lois interpretati da Tyler Hoechlin e Elizabeth Tulloch.

### Videogiochi

#### Protagonista
Il personaggio è stato protagonista di numerosi videogiochi già dal 1978.
- Superman (Atari 2600, 1978)
- Superman: The Game (molti computer, 1985)
- Superman (NES, 1987)
- Superman (arcade, 1988)
- Superman: The Man of Steel (molti computer, 1989)
- Superman: The Man of Steel (Mega Drive, 1992)
- Superman: The Man of Steel (Game Gear e Master System, 1993)
- The Death and Return of Superman (Mega Drive e Super Nintendo, 1994)
- Superman: The Mysterious Mr. Mist (Windows e Mac, 1996)
- Superman (Game Boy, 1997)
- Superman (Nintendo 64, 1999) dedicato alla serie animata Le avventure di Superman
- The Multipath Adventures of Superman: Menace of Metallo (Windows, 2000)
- Superman: Shadow of Apokolips (PlayStation 2 e GameCube, 2002)
- Superman: The Man of Steel (Xbox, 2002)
- Superman: Countdown to Apokolips (Game Boy Advance, 2003)
- Superman Returns (PS2, Xbox e Xbox 360, 2006) tie-in dell'omonimo film
- Superman Returns (Nintendo DS, 2006)
- Superman Returns: Fortress of Solitude (Game Boy Advance, 2006)
- Superman: The Greatest Hero (V.Smile, 2006)
- Man of Steel (Android e iOS, 2013)

#### Coprotagonista
È inoltre presente poi in molte altre produzioni assieme ad altri personaggi dell'universo DC Comics, principalmente come membro della Justice League:
- Justice League Task Force (Mega Drive e SNES, 1995).
- Justice League: Injustice for All (GBA, 2002).
- Justice League: Chronicles (GBA, 2003).
- Justice League Heroes (PS2, Xbox e PlayStation Portable, 2006).
- Mortal Kombat vs DC Universe (Xbox 360 e PlayStation 3, 2008).
- DC Universe Online per PlayStation 3 e Microsoft Windows.
- LEGO Batman 2: DC Super Heroes (2012).
- Injustice: Gods Among Us (Xbox 360 e PlayStation 3, 2013).
- LEGO Batman 3: Gotham e oltre (2014).
- The LEGO Movie Videogame (2014).
- LEGO Dimensions (2015).
- Injustice 2 (Xbox One, PlayStation 4, Android, iOS, Microsoft Windows - 2017).
- The LEGO Movie 2 Videogame (2019).
- MultiVersus (2024).

## Impatto culturale

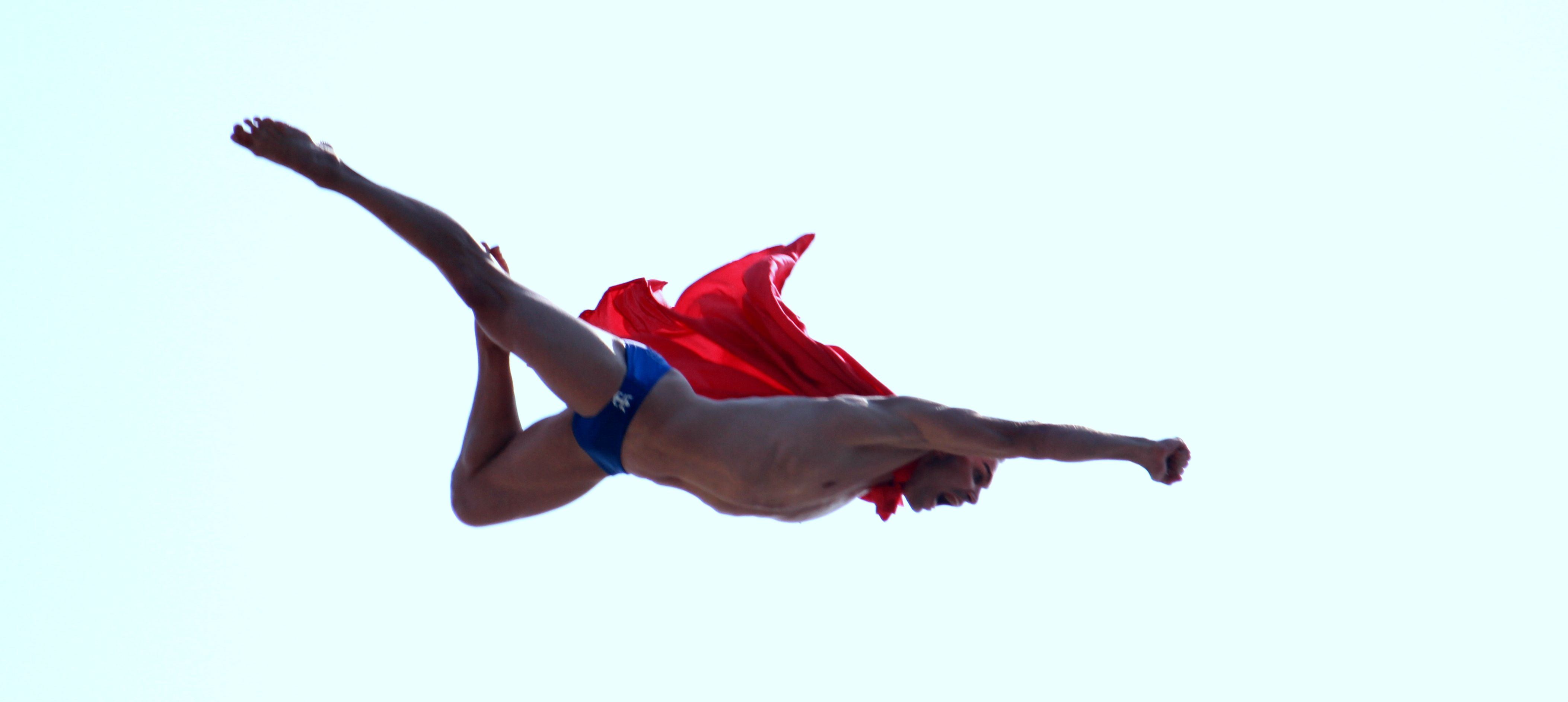
Il tuffatore Michal Navrátil imita Superman alla Red Bull Cliff Diving del 2013.

- A Metropolis, Illinois nel 1993 è stato aperto un museo interamente dedicato a Superman.[11][59]
- L'attore Nicolas Cage, grande appassionato di fumetti e di Superman, ha chiamato suo figlio Kal-El[60].
- Superman è citato nel film Kill Bill: Volume 2 (2004) diretto da Quentin Tarantino.
- Il n. 75 della serie a fumetti Superman nel quale era stato annunciato che il personaggio sarebbe morto, pubblicato nel novembre 1992, ha venduto sei milioni di copie. A seguito dell'annuncio da parte dell'editore, reti televisive e quotidiani, statunitensi ed esteri, si occuparono della notizia che fu tanto clamorosa che anche il Saturday Night Live ne fece una parodia.[5]